# 4861 Nemirovskij
4861 Nemirovskij è un asteroide della fascia principale. Scoperto nel 1987, presenta un'orbita caratterizzata da un semiasse maggiore pari a 2,8936389 UA e da un'eccentricità di 0,2202925, inclinata di 3,54211° rispetto all'eclittica.